# 帯締め

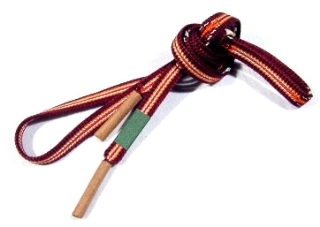
帯締め・平打ち

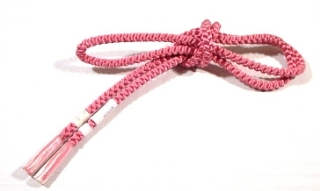
帯締め・丸打ち

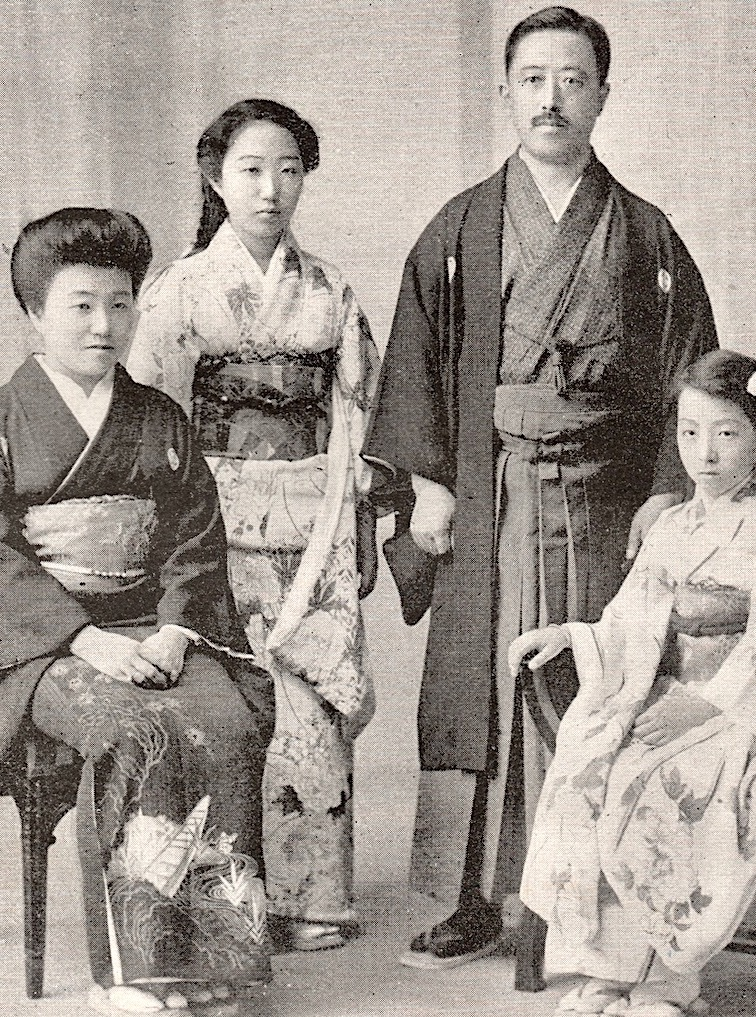
1920年の家族写真。右の少女の帯締めが丸ぐけ

帯締め（おびじめ）は、女性の着物の着付けをするために必要な小道具の一つで、帯を固定するのに用いる紐。帯締め紐。

## 歴史
帯締めは、江戸時代の文化年間にはじまる。当時人気であった歌舞伎役者が衣裳の着崩れを防止するために、帯の上に締めたヒモがルーツである。それを真似て装った女性らに流行し、その便利さから庶民にも定着した。地方では「帯とめ紐」と呼ばれたこともあった。
当初は丸ぐけ紐が使われていたが、明治時代に廃刀令がだされると、それまで刀の下緒に使われていた組紐が、帯締めに流用されるようになった。その後、丸ぐけ紐はほとんど使われなくなり、組み紐の帯締めが主流となった。また、江戸時代には短かった紐の長さも、徐々に長さを持つようになり、戦後からは随分と長い製品もあらわれるようになった。現在は150cm前後のものが一般的である。

## 形態
帯締め紐には大きく分けて、二種類ある。一つは、丸ぐけとよばれる、布で綿をくるんだ紐であり、もう一つは組み紐である。組み紐は、さらに、「丸打ち（丸組）」、「角打ち（角組）」、「平打ち（平組）」の三種に分けられる。
組み紐は、中国から伝わったとされている。その後日本独自の発達を遂げた、日本の伝統工芸である。百十数本の糸を様々な組み方で組む手法は、糸の色彩、糸の太細でそのリズムを変え、多彩な表情をみせる。
糸の素材は主に染色された絹糸であり、帯締め紐一本を仕上げるのにはかなりの熟練技術と集中力が要求される。現代的な帯締めもあり、組みあげの際に糸にガラスビーズを交えた帯締め紐はきらびやかな輝きで注目され、趣味製の強い装いのアイテムとして好まれる。組み紐の専門家は伝統工芸士を中心に構成されているが、その人数は年々減少しており、最近は日本各地で後継者不足に悩まされている。
丸ぐけ紐の帯締めは、夏用は絽で作られ、それ以外の季節のものとに分けて使っていた。
組み紐の帯締めは、従来は、季節を問わず使われるものであった。だが、1990年頃から、レース組などの夏仕様の組み紐の帯締めが徐々に出回るようになると、夏用の組み紐の帯締めと、それ以外の組み紐の帯締めとを分けて考える風潮が生まれた。そのような風潮の中にあっても、近年冠組（ゆるぎ）は、四季を問わず用いることができるとされている。
近年では、空調機器の発達により、ビーズ帯締めも季節を問わず利用されるようになってきている。また、浴衣には通常用いないものであったが、ここ十数年の間に浴衣にも帯締めを利用する着こなしが増えている。

また、帯留を通して使うための、「三分紐」という細い平打ちのものもある。

## 用法
着物に合わせ、季節やTPOを考慮してコーディネートする。太いものほど格が高いとされる。また、金糸や銀糸などを使ったものも礼装向きとされる。
基本的には、「お太鼓結び」の背中の部分（お太鼓の垂れで作った輪の下）に通して前へ渡し、帯正面で「駒結び」などの結び方で固く結ぶ。帯の上に一本線が渡るように締めるが、正面から見た紐の高さは、年齢や着こなしによって整える位置を変える。（やや下気味に整えると年配、上気味に整えると若輩等）。余った左右の紐端は脇辺りにおさめ、慶事の際は下から上へ、忌事の際は上から下へ差し込んでおくのが習わしとされる。
なお、近年ではその色や文様を好み、観賞用もしくは居合道用の刀剣の下緒として用いる人が存在している。上述のように、組紐の帯締めは元来は刀の下緒に使われていたものであり、一種の先祖返りとも言える。

## 種類
産地としては伊賀、巾の種類としては三分紐などがある。
　